# Brachiaria serpens
Brachiaria serpens là một loài thực vật có hoa trong họ Hòa thảo. Loài này được (Kunth) C.E.Hubb. mô tả khoa học đầu tiên năm 1940.